# أوليفر بليك
أوليفر بليك (بالإنجليزية: Oliver Blake)‏ هو شخصية أعمال وسياسي كندي، ولد في 1 أكتوبر 1802 في نيو هامبتون في الولايات المتحدة، وتوفي في 10 ديسمبر 1873. حزبياً، نشط في الحزب الليبرالي الكندي. وقد انتخب عضو مجلس الشيوخ الكندي.